# Köthen (Ostpreußen)
Köthen ist ein erloschenes ostpreußisches Dorf in der jetzigen Oblast Kaliningrad der Russischen Föderation. Die Ortsstelle liegt heute im Rajon Gwardeisk, früher im Kreis Wehlau.

## Geographische Lage
Die jetzt wüste Ortsstelle Köthens liegt neun Kilometer nordwestlich der einstigen Kreisstadt Snamensk (Wehlau), östlich der Deime (russisch: Deima) an einer Nebenstraße, die von der jetzigen Rajonshauptstadt Gwardeisk (Tapiau) über Soldatowo (Friedrichsthal) bei Grigorjewka (Sprindlack) in den Rajon Polessk (Kreis Labiau) führt und bei Krasny Bor (Krakau) an der russischen Fernstraße R 514 endet. Die nächste Bahnstation war das heutige Gwardeisk (Tapiau).

## Geschichte
Das bis 1945 Köthen genannte Dorf fand seine erste Erwähnung im Jahre 1387. Zwischen 1874 und 1945 gehörte die Landgemeinde, die im Wesentlichen aus einem sehr großen Hof bestand, zum Amtsbezirk Grünhayn (russisch: Krasnaja Gorka, nicht mehr existent) im Kreis Wehlau im Regierungsbezirk Königsberg der preußischen Provinz Ostpreußen.
Im Jahre 1910 waren in Köthen 75 Einwohner registriert. Am 30. September 1928 vergrößerte sich die Gemeinde um den Nachbargutsbezirk Freudenberg (heute russisch: Ratnoje), der eingegliedert wurde. Die Einwohnerzahl stieg bis 1933 auf 126 und betrug 1939 bereits 130.
Im Jahre 1945 kam Köthen in Kriegsfolge mit dem nördlichen Ostpreußen zur Sowjetunion. Die Gebäude wurden abgebrannt oder ausgeschlachtet. Eine Wiederbesiedlung fand nicht statt.

## Kirche
Bis 1945 war die Bevölkerung Köthens überwiegend evangelischer Konfession. Das Dorf war in das Kirchspiel der Kirche Grünhayn (Ostpreußen) eingepfarrt, das zum Kirchenkreis Wehlau in der Kirchenprovinz Ostpreußen der Kirche der Altpreußischen Union gehörte.